# Connomyia argyropus
Connomyia argyropus là một loài ruồi trong họ Asilidae. Connomyia argyropus được Engel miêu tả năm 1932. Loài này phân bố ở vùng nhiệt đới châu Phi.